# Cesano Maderno
Cesano Maderno es una localidad y comune italiana de la provincia de Monza y Brianza, región de Lombardía, con 36.912 habitantes.

## Evolución demográfica
| Gráfica de evolución demográfica de Cesano Maderno entre 1861 y 2001 |
|                                                                      |
| Fuente ISTAT - elaboración gráfica de Wikipedia                      |